# یغوارد
یـِغوارد (به ارمنی: Եղվարդ) یک شهر در غرب ارمنستان است که در استان کوتایک واقع شده‌است.  در  کیلومتری شمال هرازدان، مرکز استان کوتایک واقع شده است.

## ریشه‌شناسی
کلمه یـِغوارد از دو کلمه ارمنی یغی (ارمنی: եղի) به معنی (عطر یا بو) و وارد (ارمنی: վարդ) به معنی (گل رز) مشتق شده است. به عقیده آرام غانالانیان پژوهشگر و ارمنی‌شناس نامگذاری یغوارد به دلیل وجود یک جنگل وسیع در این منطقه است که از انواع گل رز و سایر گل‌های با عطر زیاد پوشیده شده است

## تاریخچه
یغوارد از کهن‌ترین اقامتگاه‌های بشری در منطقه است و در آن آثار معماری زیادی یافت می‌شود.
بزرگترین جنگ عثمانیان و افشاریان(نادر شاه) مرادتپه

## جغرافیا و آب و هوا
یـِغوارد ۷ کیلومتر مربع مساحت دارد. یغوارد در جنوب کوه آرایی در ارتفاع ۱۳۳۳ متری از سطح دریا واقع شده است. این شهر در ۱۵ کیلومتری ایروان پایتخت جمهوری ارمنستان قرار گرفته است

## جمعیت‌شناسی
| سال   | ۱۸۳۱ | ۱۸۹۷  | ۱۹۲۶  | ۱۹۳۹  | ۱۹۵۹  | ۱۹۷۰  | ۱۹۷۴  | ۲۰۰۱   | ۲۰۱۱   | ۲۰۱۶   |
| جمعیت | ۲۹۷  | ۲٬۱۴۴ | ۲٬۸۶۵ | ۳٬۰۲۱ | ۳٬۹۴۰ | ۵٬۳۹۸ | ۶٬۰۵۰ | ۱۱٬۶۲۷ | ۱۱٬۶۷۲ | ۱۱٬۹۰۰ |

## فرهنگ

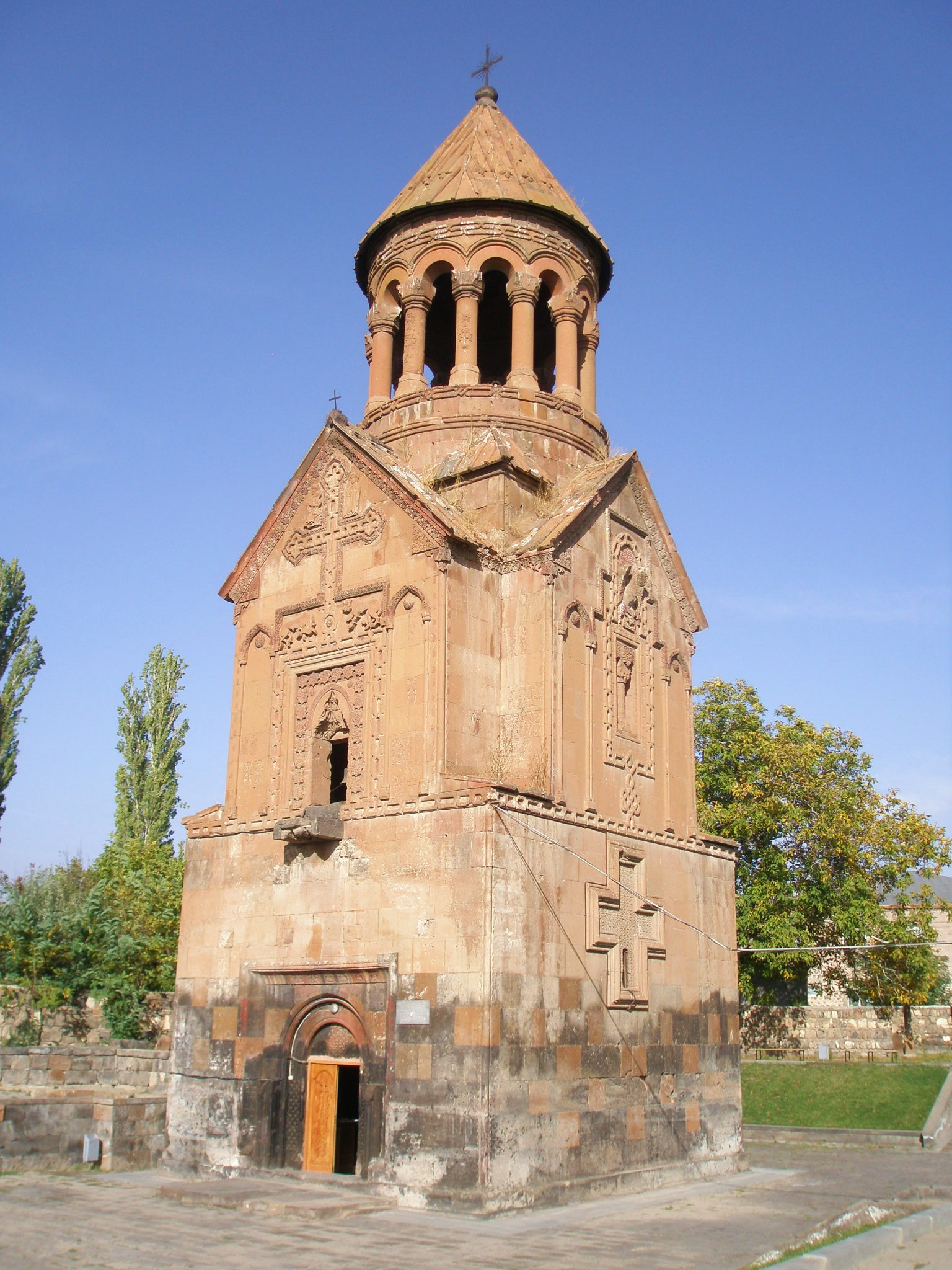
کلیسای یغوارد، ۱۳۰۱ میلادی

کلیسای یغوارد بنا شده در ۱۳۰۱ تنها بنای حفظ شده تاریخی در یغوارد می‌باشد.

## ورزش
اف‌سی یغوارد یک باشگاه فوتبال بود و نماینده این شهرک در بین سال‌های ۱۹۸۶ تا ۱۹۹۶ بود و به دلایل مشکلات مالی منحل شد.

## جاذبه‌های تاریخی
بزرگترین جنگ عثمانیان و افشاریان(نادر شاه)
مرادتپه

## نگارخانه

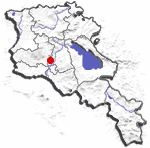
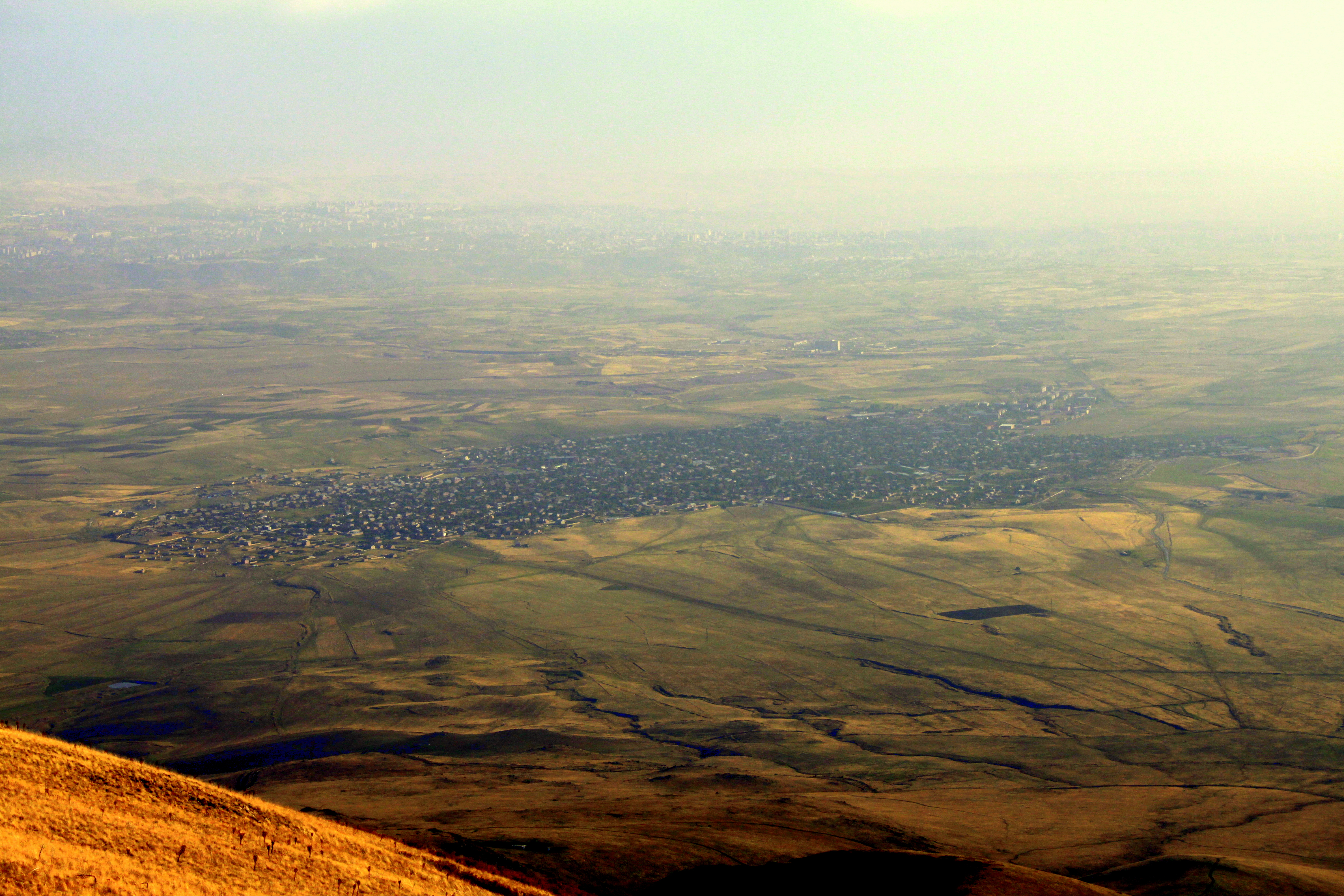
یغوارد